# Al-Sijzí
Abu-Saïd Àhmad ibn Muhàmmad ibn Abd-al-Jalil as-Sijzí (àrab: أبو سعيد أحمد بن محمد بن عبد الجليل السِّجْزي, Abū Saʿīd Aḥmad b. Muḥammad b. ʿAbd al-Jalīl as-Sijzī), més conegut senzillament com a as-Sijzí, fou un matemàtic persa del segle x.

## Vida
Poc es coneix de la seva vida. Se sap que l'any 963 va copiar una obra de Pappos d'Alexandria i que encara era actiu l'any 998 quan va escriure un llibre sobre el teorema transversal. Per això s'estimen les seves dates de naixement i defunció.
Per la seva nisba, Sijzí, se suposa nascut al Sejistan. També se sap que va viure a la cort dels búyides on, probablement, fou un protegit del sobirà Àdud-ad-Dawla i que va assistir a les observacions astronòmiques fetes a Siraz els anys 969-970 per Abd-ar-Rahman as-Sufí i on segurament va conèixer Abu-l-Wafà, al-Quhí i Nazif ibn Yumn.

## Obra
Es conserven uns 35 manuscrits amb tractats seus de geometria dels aproximadament 45 que en va escriure, a més, d'uns altres 14 d'astronomia.
Els tractats més interessants són:
1. Tractat sobre la resolució de problemes geomètrics. Un original tractat on dissenya les estratègies per a resoldre qualsevol mena de problema.[3]
2. Llibre de la mesura de les esferes amb esferes. En ell, calcula les volums d'esferes inscrites dins d'altres esferes, un problema gens trivial.
3. Tractat sobre com imaginar dues línies que s'apropen però no s'intersequen encara que es perllonguin indefinidament. Basat en el llibre de les Còniques d'Apol·loni de Perge.
4. Sobre la trisecció de l'angle, un problema clàssic de la matemàtica grega.
5. Anotacions geomètriques. Un compendi dels problemes que eren objecte de discussió entre els matemàtics de Siraz i de Khorasan.
6. Tractat sobre el teorema transversal. Conté la demostració de dotze lemes que són una aportació fonamental a la trigonometria.